# Forlev Spejdercenter
Forlev Spejdercenter er et tværkorpsligt spejdercenter der ligger i Illerup Ådal ca. 4 km nordvest for Skanderborg.
Centret råder over ca. 27 tønder land med bakker, skov, eng, sø og å. På området er placeret omkring 15 større og mindre bygninger, der omfatter værksted, smedje, bageri, klatrevæg, samt Tutten – en større opholdsbygning. Centrets bygninger er kendetegnet ved, at alle (på nær to oprindelige huse) er bygget fra grunden af spejdere, der har deltaget i lejre og kurser på centret.
Spejdercenteret blev etableret i 1968 ved Ravnsø, men flyttede i 1977 til den nuværende placering i Forlev
Forlev Spejdercenter arrangerer en række kurser og lejre i løbet af året for alle slags spejdere. I perioder, hvor der ikke er arrangementer lejes faciliteterne ud.

## Ekstern henvisning
- Forlev Spejdercenters hjemmeside Arkiveret 2. februar 2006 hos  Wayback Machine

|  | Denne artikel om lokaliteten Forlev Spejdercenter kan blive bedre, hvis der indsættes et (bedre) billede. Du kan hjælpe ved at afsøge Wikimedia Commons for et passende billede eller lægge et op på Wikimedia Commons med en af de tilladte licenser og indsætte det i artiklen. |

56°03′28″N 9°53′20″Ø / 56.0578°N 9.889°Ø